# Medetera munroi
Medetera munroi är en tvåvingeart som beskrevs av Charles Howard Curran 1925. Medetera munroi ingår i släktet Medetera och familjen styltflugor. Inga underarter finns listade i Catalogue of Life.